# 算子代数
泛函分析中，算子代数是拓扑向量空间上连续线性算子的代数，乘法由映射复合给出。
算子代数的研究结果通常用代数术语表述，使用的技术则通常是高度分析的。算子代数研究通常归入泛函分析，在表示论、微分几何、量子统计力学、量子信息及量子场论等领域都有直接应用。

## 概览
算子代数可用于研究代数关系不大的任意算子集合，这样来看，算子代数可视作谱理论在单算子上的推广。一般来说，算子代数是非交换环。
算子代数通常要求在连续线性算子的整个代数内，以特定的算子拓扑封闭。特别地，它是同时具有代数和拓扑封闭性的算子集。某些学科中，这种性质得到了公理化，研究对象变成具有特定拓扑结构的代数。
算子代数在不同背景下都有研究（如作用于分布空间的伪微分算子的代数），而通常指巴拿赫空间上的有界算子代数，或更特别地是指可分希尔伯特空间上的算子代数，具有算子范数拓扑。
就希尔伯特空间上的算子而言，算子上的埃尔米特伴随映射给出了自然对合，提供了可置于代数上的附加代数结构。这样，研究得最好的例子是自伴算子代数，即对伴随封闭，如C*-代数、冯诺依曼代数、AW*-代数等。C*-代数很容易通过与范数、对合与乘法相关的条件抽象地表征出来，这种抽象定义的C*-代数很像合适的希尔伯特空间上连续线性算子代数的某个封闭子代数。相似的结果也适于冯诺依曼代数。
交换自伴算子代数可视为局部紧空间上的复值连续函数代数，或标准可测空间上的可测函数代数。于是，可以把一般算子代数看做它们的非交换推广，或定义了函数的基空间的结构。这种观点被阐述为非交换几何，试图用非交换算子代数来研究各种非经典和/或病态的对象。
不自伴的算子代数有：
- 巢代数、
- 很多交换子空间格代数、
- 很多极限代数。

## 阅读更多
- Blackadar, Bruce. . Encyclopaedia of Mathematical Sciences. Springer-Verlag. 2005. ISBN 3-540-28486-9.
- M. Takesaki, Theory of Operator Algebras I, Springer, 2001.